# Öyunn Grindem Mogstad
Öyunn Grindem Mogstad, född 11 november 1987, död 11 april 2025, var en norsk friidrottutövare som specialiserade sig på höjdhopp. Hon representerade Oslo-klubben IK Tjalve. Hon var en av Norges främsta höjdhoppare tillsammans med Stine Kufaas och Tonje Angelsen.
I juni 2012 deltog hon i höjdhopp i EM i friidrott, och kom på 13:e plats. Hennes bästa hopp var på 1,87 m.

## Medaljer i norska mästerskap
| Placering | Övning           | År               |
| --------- | ---------------- | ---------------- |
| Guld      | Höjd inne        | 2004, 2005, 2006 |
| Silver    | Höjd             | 2004, 2008, 2010 |
| Silver    | Höjd utan ansats | 2007, 2009       |
| Silver    | Höjd inne        | 2009, 2012       |
| Brons     | Höjd             | 2005, 2007, 2009 |
| Brons     | Höjd inne        | 2010, 2011       |